# Cosimo Stawiarski
Cosimo Stawiarski (* 1974 in Copertino) ist ein italienischer Violinist.

## Leben
Stawiarski studierte Barockvioline an der Hochschule für Künste in Bremen, bei Chiara Banchini an der Schola Cantorum Basiliensis und bei Lucy van Dael am Sweelinck Konservatorium Amsterdam. Des Weiteren studierte er Musikwissenschaft an der Christian-Albrechts-Universität zu Kiel.
Schwerpunkt seiner Arbeit ist die Erforschung und Wiedergabe nord- und mitteldeutscher Musik des ausgehenden 17. und beginnenden 18. Jahrhunderts. Er musizierte mit Jordi Savall, Hermann Max, Frieder Bernius, Paul Goodwin und Howard Arman. Außerdem tritt er mit der „Lautten Compagney“, dem „Leipziger Barockorchester“, dem Ensemble „Capriccio Basel“, der „Chapelle Rhénane“ und dem „Johann-Rosenmüller-Ensemble“ auf und ist festes Mitglied im Ensemble „Les Cornets Noirs“. Letzteres spielte eine Tonträgeraufnahme mit Werken Giovanni Legrenzis ein, die mit Schallplattenpreisen ausgezeichnet wurde.
Als Herausgeber widmet er sich mit seinem Verlag Musica Poetica weniger bekannter Vokal- und Instrumentalmusik des 17. und 18. Jahrhunderts und macht sie auf diese Weise oft wieder für die Musikpraxis zugänglich.

## Quelle
1. ↑  Lebenslauf auf der Website „Les Cornets Noirs“

| Personendaten    | Personendaten           |
| ---------------- | ----------------------- |
| NAME             | Stawiarski, Cosimo      |
| KURZBESCHREIBUNG | italienischer Violinist |
| GEBURTSDATUM     | 1974                    |
| GEBURTSORT       | Copertino               |